# Bell (lettertype)
Bell is een lettertype ontworpen in 1788 door Richard Austin toen hij bij John Bell's British Type Foundry werkte.
Bell werd geïnspireerd door de helderheid en contrasten in de eigentijdse Franse lettertypen gemaakt door Firmin Didot, en wilde dat zijn lettergieterij een Engelse variant moest bieden. Austin was een vaardig graveur van druklettervormen, en produceerde eerst een scherp geschreefde lettersoort, zoals Didot met zijn contrast tussen dikke en dunne stokken, maar meer zoals Baskerville met zijn hoekige, minder rechtlijnige schreven.
Stanley Morison omschreef later dit lettertype als de eerste moderne Engelse letter. In 1931 begon Monotype Corporation Corporation onder aanmoediging van Morison aan de productie van een herziene versie. Monotypes hedendaagse variant is ontwikkeld onder supervisie van Robin Nicholas. Het lettertype moet niet worden verward en heeft geen verbintenis met Bell Gothic en Bell Centennial, ontwikkeld voor AT&T.
De herziening van Monotype in 1932 bevatte een breed scala aan Austins karaktervarianten, inclusief gekrulde hoofdletters 'A' 'J' 'N' 'Q' 'T' 'V' 'Y'. De cijfers kenmerken zich door op de regel staande, geproportioneerd tot driekwart hoogte van de hoofdletters. De grafisch ontwerper Jan Tschichold begunstigde het Bell lettertype in veel van zijn boekontwerpen en noemde het in zijn boek Typographische Gestaltung.